# Wehrkreis XII
Het Wehrkreis XII (Wiesbaden)  (vrije vertaling: 12e militaire district (Wiesbaden)) was een territoriaal militaire bestuurlijke eenheid tijdens 
het nationaalsocialistische Duitse Rijk. Het bestond vanaf 1936 tot 1945.
Het Wehrkreis XII was verantwoordelijk voor de militaire veiligheid van de zuidelijke gebieden van de Rijnprovincie, Beierse Palts, en de westelijke gebieden van Hessen-Nassau, Volksstaat Hessen en het Saargebiet. Na de val van Frankrijk werd het Wehrkreis XII uitgebreid met Lotharingen en Luxemburg. Het voorzag ook in de bevoorrading en training van delen van het leger van de Heer in het gebied.
Het gebied van het Wehrkreis XII was 36.471 vierkante kilometer, met een bevolking van 6.240.000. Het hoofdkwartier van het Wehrkreis XII  was gevestigd in Wiesbaden.
Het Wehrkreis XII  had twee Wehrersatzbezirke (vrije vertaling: twee reserve militaire districten) Koblenz en Mannheim.

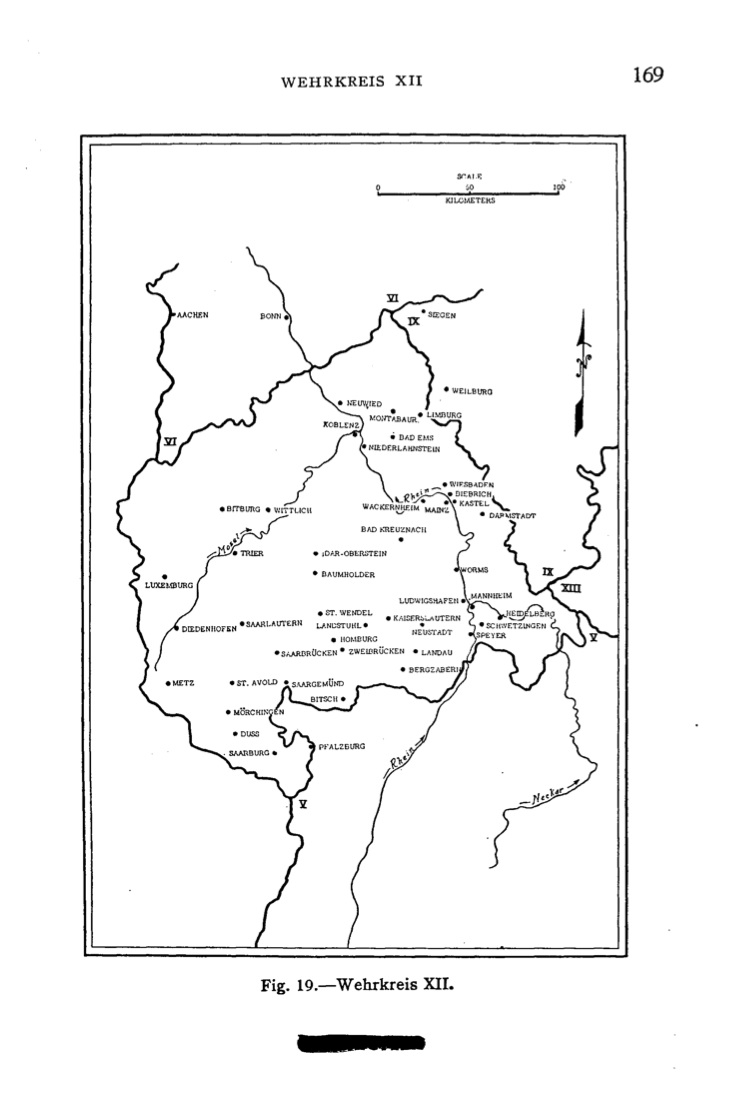
Kaart van het Wehrkreis XII in 1944.

## Bevelhebbers[3]
| Rang                   | Naam                         | Begin                               | Eind                    | Opmerking |
| ---------------------- | ---------------------------- | ----------------------------------- | ----------------------- | --- |
| General der Kavallerie | Franz Kress von Kressenstein | 6 oktober 1936                      | 28 februari 1938        | |
| General der Infanterie | Walter Schroth               | 1 maart 1938                        | 26 augustus 1939        | Mobilisatie |
| General der Infanterie | Albert Steppuhn              | 26 augustus 1939 - 1 september 1939 | 30 april 1943           | |
| General der Infanterie | Walther Schroth              | 1 mei 1943                          | 6 oktober 1944          | |
| Generalleutnant        | Paul Danhauser               | 6 oktober 1944                      | 1 november 1944         | mit der stellvertretende Führung beauftragt (m.d.st.F.b.) (vrije vertaling: met het plaatsvervangend leiderschap belast) |
| General der Artillerie | Herbert Osterkamp            | 1 november 1944                     | Maart 1945 - 8 mei 1945 | Mobilisatie |

## Politieautoriteiten en SD-diensten
Höherer SS- und Polizeiführer (HSSPF):
- Jürgen Stroop
- Theodor Berkelmann (9 november 1943[12])

Befehlshaber der Ordnungspolizei (BdO):
- Bruno Jedicke (1 september 1939 - 15 mei 1941)
- Karl Franz (20 februari 1942 - 15 juli 1942[13]) (m.d.W.d.G.b.)[14]

Inspekteur der Ordnungspolizei (IdO): 
- Fritz Schuberth (16 juli 1942 - 28 augustus 1942[15]) (m.d.W.d.G.b.)[15]
- Bruno Jedicke (1 oktober 1936 - 16 maart 1940[16])

## Höhere Kommandeur der Kriegsgefangenen
- SS-Gruppenführer en Generalleutnant in de Waffen-SS en politie Jürgen Stroop (1 oktober 1944 - 1 april 1945[17])

## Afkorting
- mit der Wahrnehmung der Geschäfte beauftragt (m.d.W.d.G.b.) - vrije vertaling: met de waarneming van de functie belast